# Nériungri
Nériungri (iacut: Нүөрүҥгүрү, Nüörüŋgürü; rus: Нерюнгри, Nériungri) és una ciutat russa de la República de Sakhà (també coneguda com a Iacútia). La seva població l'any 2002 era de 66.269 habitants. És a uns 740 quilòmetres al sud-oest de la capital, Iakutsk, i és una de les ciutats més recents de Rússia, ja que es va fundar l'any 1975 amb motiu del desenvolupament associat a les mines de carbó i or properes. El nom de la ciutat ve del petit riu Neriungri, que a la vegada és el nom del peix timal (Thymallus thymallus) en l'idioma evenki. La ciutat té dos districtes: la part "antiga" de la ciutat, on hi ha bàsicament les companyies industrials, i la "nova", on hi ha els barris residencials.